# NGC 5660
NGC 5660 (również PGC 51795 lub UGC 9325) – galaktyka spiralna z poprzeczką (SBc), znajdująca się w gwiazdozbiorze Wolarza. Odkrył ją William Herschel 15 maja 1787 roku.